# Slovanská Lhota
Slovanská Lhota (německy Slawisch Lhota) je malá vesnice, část obce Drevníky v okrese Příbram ve Středočeském kraji. Nachází se asi dva kilometry západně od Drevníků. Slovanská Lhota je také název katastrálního území o rozloze 2,35 km².

## Historie
První písemná zmínka o vesnici označené jako Milostina Lhothka pochází z roku 1349, kdy ji Karel IV. daroval nově založenému Emauzskému klášteru, nazývanému tehdy Slovanský. Odtud její současný název. Přívlastek Milostina odvozuje kolektiv Antonína Profouse z osobního jména Milosta.
Po novém osazení emauzského kláštera španělskými mnichy vesnice zůstala v majetku původní české komunity, přesídlené ke kostelu svatého Mikuláše na Starém Městě.
V roce 1838 přešla ves společně s Dlouhou Lhotou do majetku Rudolfa Colloredo-Mannsfelda. Na konci 19. století ves náležela ke škole, poště a faře v Boroticích, byl zde mlýn a dva rybníky, ke vsi náležela osada Milina a samoty Smrčí, Vaječník a Slovanský Dvůr zvaný také Slovana.

## Obyvatelstvo
| Rok            | 1869 | 1880 | 1890 | 1900 | 1910 | 1921 | 1930 | 1950 | 1961 | 1970 | 1980 | 1991 | 2001 | 2011 | 2021 |
| -------------- | ---- | ---- | ---- | ---- | ---- | ---- | ---- | ---- | ---- | ---- | ---- | ---- | ---- | ---- | ---- |
| Počet obyvatel | 227  | 194  | 206  | 224  | 183  | 174  | 153  | 116  | 109  | 113  | 84   | 65   | 73   | 73   | 83   |
| Počet domů     | 30   | 30   | 32   | 32   | 32   | 32   | 32   | 34   | 33   | 32   | 26   | 36   | 36   | 37   | 40   |

## Obecní správa
V roce 1850 byla Slovanská Lhota samostatnou obcí v okrese Dobříš. V letech 1869–1910 a v roce 1921 byla osadou obce Drhovy v okrese Příbram, v roce 1930 osada obce Drevníky v okrese Příbram a v roce 1950 osadou téže obce v okrese Dobříš. Od roku 1961 je Slovanská Lhota částí obce Drevníky v okrese Příbram.

## Pamětihodnosti

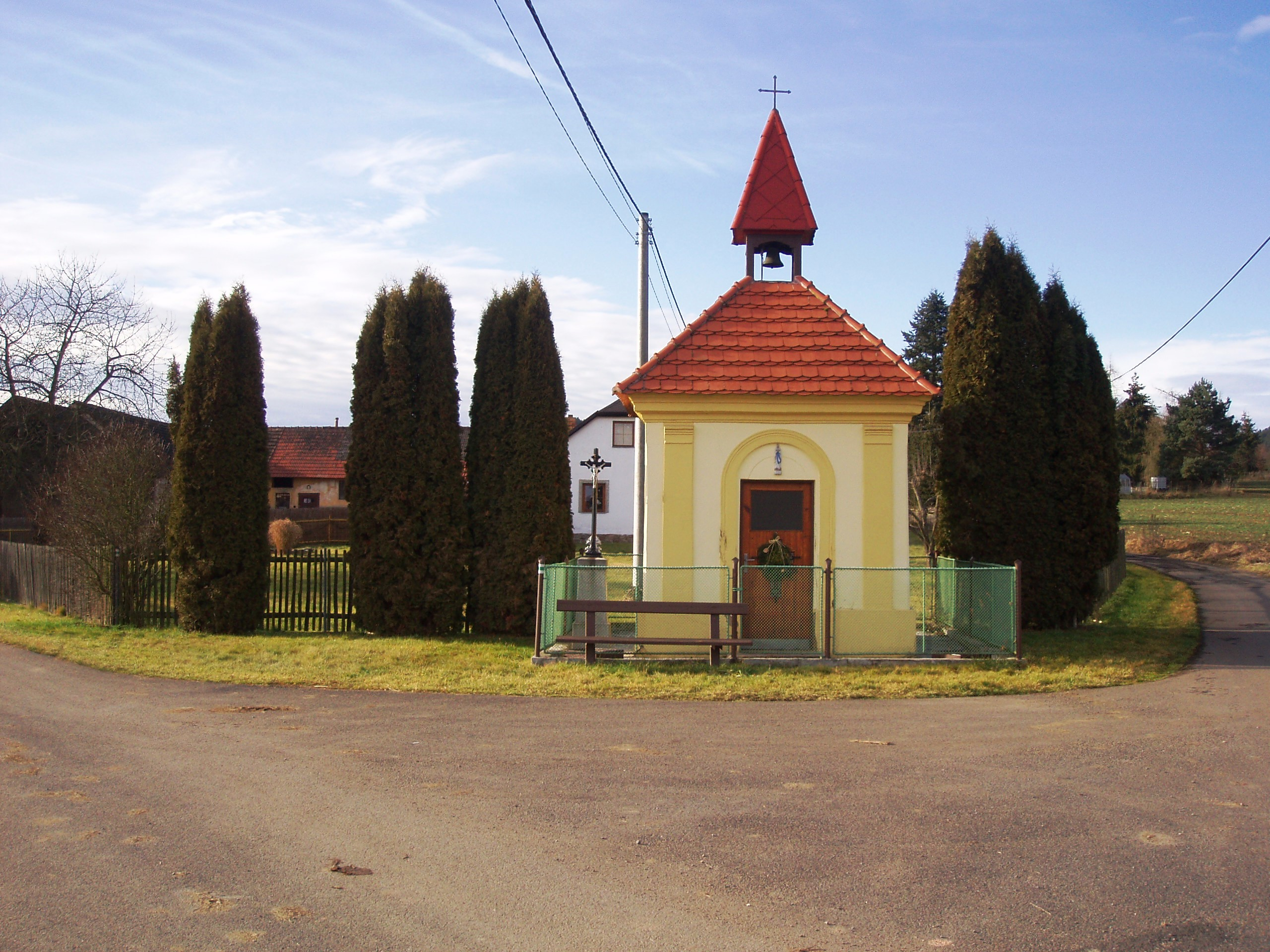
Kaple Navštívení Panny Marie

- Kaple Navštívení Panny Marie z první poloviny 19. století. Drobná plochostropá stavba na čtvercovém půdorysu, krytá stanovou střechou završenou zvonicí, s průčelím zdobeným pilastry.[11]
- Zámek Slovanský dvůr, asi jeden kilometr severovýchodně od centra vsi, na samotě Slovanský Dvůr. Téměř čtvercový dvorec se severní stranou stavěnou na starších základech z kamene. V jihovýchodním nároží dvorce je kaple s přímo zakončeným presbytářem a čtvercovou podsklepenou lodí zaklenutou českou plackou. Nejstarší zpráva z roku 1788, v 19. století byl v majetku Josefa Colloredo-Mannsfelda,[6] v osmdesátých letech 20. století dvorec vlastnilo nečínské jednotné zemědělské družstvo, které zde mělo dopravní středisko.[12][13]